# Victor Grandin
 (janvier 2024).
 (janvier 2024).
Pour les articles homonymes, voir Grandin.
Michel Pierre Victor Grandin est un industriel et homme politique français né le 21 décembre 1797 à Elbeuf (Seine-Inférieure) et décédé le 25 août 1849 à Paris.

## Un grand manufacturier
Issu d'une riche famille de fabricants de draps de laine cardée, installée à Elbeuf depuis le XVe siècle, il est le deuxième enfant d'une fratrie de six dont une fille, issus de Michel Pierre Alexandre Grandin (Elbeuf, 1765 – Berville-en-Roumois, Château du Thuit, 1843) et de Marie Marguerite Thérèse Quesné (Elbeuf, 1770 – Berville-en-Roumois, 1847). À dix-huit ans il devient lui-même manufacturier. Il épouse le 7 octobre 1827 Charles Aimée Victorine Fouquier, fille de Louis Frédéric Fouquier-Long, fabricant rouennais d'indiennes, ancien député.
Associé à ses cinq frères, il développe un établissement où « la laine entre à l'état de toison pour en sortir sous la forme de produit fini ». En 1834, il emploie de 800 à 1 000 ouvriers et fabrique annuellement de 2 500 à 5 000 pièces de drap de 40 aunes (une cinquantaine de mètres). Sa manufacture a une si grande notoriété[réf. nécessaire] qu’elle est choisie pour être visitée par des personnalités telles que la duchesse de Berry (juin 1828), Louis-Philippe qui le décore de la Légion d’Honneur (mai 1831), le ministre du Commerce et de l'Industrie Adolphe Thiers (novembre 1833) ou Louis-Napoléon Bonaparte, alors président de la République, le 14 août 1849.
« Faire du drap ! » sera la préoccupation majeure de Victor Grandin. Dans son souci de connaître les techniques nouvelles de fabrication des produits similaires, il voyage à l’étranger pour s'instruire et connaître les réussites de ses concurrents. Il est doué d'un rare esprit d'observation, d’une prompte justesse de coup d'œil. Il fait à partir de 1817 de fréquents voyages en Angleterre, pénètre dans les ateliers observe les derniers procédés de filature et de tissage ou les machines nouvelles, et parvient à en ramener malgré la prohibition dont elles sont frappées à la sortie ; il en rapporte aussi la technique de l'apprêt indestructible qu'il va adapter et pour laquelle il obtiendra un brevet d'invention. Il fonde un établissement à Glasgow (Écosse) pour fabriquer les fils de laine.
Alors que certains fabricants elbeuviens ne songent qu'à produire sans innover, Victor Grandin est un pionnier.[réf. nécessaire]Non seulement il fabrique pour la clientèle privée, mais il sollicite au nom de tous les fabricants des commandes de drap par l’État pour les militaires et les administrations. Il étudie les questions relatives à l'exportation des draps vers l'Amérique du Nord, du Sud, les pays de l'Europe centrale et son frère va jusqu'en Chine et dans d'autres parages lointains, d’où les navires affrétés ramènent du thé et de l’indigo ; mais la concurrence des Anglais y est trop rude. Mathieu Bourdon écrira dans son éloge funèbre : « L'essor qu’a pris l’exportation, la route qu’il a frayée, les sacrifices qu’il s'est imposés faciliteront la formation des fortunes bien supérieures à la sienne et il y aurait ingratitude à méconnaître les sacrifices dont il n’a recueilli trop souvent que des fruits amers ; tandis qu’ils ont été, pour tant d’autres venus après lui, une source d’opulence et de prospérité ».
Ses produits lui vaudront de recevoir de nombreuses médailles de bronze, d'argent et d'or aux Expositions[Lesquelles ?], dont il sera ultérieurement membre du jury.

## Responsabilités locales
Dès 1828, il appartient à la loge maçonnique Unité. Très vite il cherche à assumer des fonctions publiques, mais avant tout dans le but d'assurer le développement et la sauvegarde de l’industrie textile locale[réf. nécessaire].
Sous la Monarchie de Juillet, il est élu au suffrage censitaire, conseiller municipal[Où ?] pendant plus de vingt ans, puis conseiller général du canton d'Elbeuf. Il est suppléant de la Justice de paix durant plus de dix ans, commandant de la Garde Nationale, membre de la Chambre Consultative des Arts et Manufactures puis au niveau national, du Conseil des Manufactures.

### Conseiller municipal
Son rapport visant à redonner de l'ouvrage aux ouvriers et par suite, contribuer au maintien de l’ordre et à la tranquillité publique, permet d'obtenir pour les fabricants elbeuviens une commande de 43 000 mètres de drap par l'État[Information douteuse]. Le prix fixé étant remarquablement bas, le Conseil municipal accorde aux fabricants une prime de 4 % « sinon ils y trouveraient immanquablement de la perte ». Notons que sa manufacture fut pour moitié dans cette fourniture. En 1841, il « guidera » encore les officiers du Ministère de la Guerre pour une commande de 375 000 m de drap.
En 1846, l’émeute des ouvriers de Félix Aroux contre l'introduction d'une nouvelle machine le verra au premier rang pour tenter d'apaiser les ouvriers et soutenir les Gardes nationaux qu'il avait commandés précédemment.

### Membre de la Chambre consultative
Il y entre le 15 décembre 1827 en qualité de membre suppléant, puis membre titulaire en janvier 1829 et y restera jusqu’à sa mort. Il est mandaté en août 1830 pour signaler au gouvernement les dangers de la liberté illimitée du commerce. En décembre de la même année, sur sa proposition, la Chambre le commet pour demander un secours de 600 000 frs pour les fabriques de la localité. En janvier 1831, il se rend auprès du Ministère pour faire valoir les représentations de la Chambre sur la question de la réunion de la Belgique à la France. En septembre 1832, c'est sur la question de la desserte d’Elbeuf par le chemin de fer. Ses observations sur un projet de statistique industrielle élaboré en mars 1833, concernant une Exposition des produits français, les droits d'entrée à l'importation des laines et sur la prime d'exportation des produits fabriqués, sont prises en compte.[réf. nécessaire]
La question relative à la prohibition des draps étrangers est récurrente dans les travaux de la Chambre (août, octobre, décembre 1833) : plusieurs séances au cours desquelles il intervient, puis de nouveau en 1834, et les années suivantes. Les interventions qu'il fera en tant que parlementaire ne ralentissent pas ses relations avec la Chambre consultative : lignes de chemin de fer, création d'un Comptoir d'escompte, fournitures de draps de troupe, admission de bordereaux de commerce par la Banque de Rouen, répression des vols de fabrique : la liste de ses interventions est longue. La Chambre d'Elbeuf l'a délégué pour la représenter au Conseil général des manufactures depuis le 4 février 1833 jusqu'à sa disparition et il défend les intérêts des drapiers et négociants de la ville. Avec Camille Randoing il est nommé le 3 mars pour faire un rapport sur la question du droit d'importation sur les laines étrangères et la restitution de ce droit à la sortie des tissus.[réf. nécessaire]

### Conseiller général
Le 4 septembre 1842, il est élu au Conseil général de la Seine-Inférieure pour le canton. Il s'élève contre l'action trop restrictive de la Banque de France qui en tant qu'établissement de crédit ne fait pas assez pour les départements. Il se plaint qu'elle fasse trop pour les grands industriels, et il en vient à conseiller la création de comptoirs d'escompte.[réf. nécessaire] C'est un prophète à ce sujet.[réf. nécessaire]
Le 17 juin 1840, il exprime son opinion concernant l'établissement de paquebots à vapeur entre Le Havre et New-York. Le 12 mars 1846, il dépose une pétition pour exhausser le pont de la ligne de chemin de fer d’Oissel qui entrave et interrompt la circulation fluviale par marée haute. Il demande aux Compagnies de couvrir les wagons de 3e classe et de fermer ces voitures avec des rideaux.[réf. nécessaire] Peu de sujets d'intérêt cantonal lui échappent.[réf. nécessaire]
Victor Grandin est une personnalité puissante que des adversaires locaux dépeignent comme une espèce de solitaire qui fait tout, est partout, entend tout.[réf. nécessaire] D'autres dénonceront la coterie locale qui l'entoure, ces « consuls elbeuviens qui dirigent la ville » notamment le maire Mathieu Bourdon.

## Mandats parlementaires
- Monarchie de Juillet - Chambre des députés
  - Ve législature, mandat du 2 mars 1839 au 12 juin 1842, groupe : Opposition constitutionnelle
  - VIe législature, mandat du 9 juillet 1842 au 6 juillet 1846, groupe : Opposition constitutionnelle
  - VIIe législature, mandat du 1er août 1846 au 24 février 1848, groupe : Opposition constitutionnelle

- Deuxième République
  - Assemblée nationale constituante, mandat du 23 avril 1848 au 26 mai 1849, groupe : Droite
  - Assemblée nationale législative, mandat du 13 mai 1849 au 25 août 1849, groupe : Droite monarchiste

Le découpage des circonscriptions et le poids de Rouen[réf. nécessaire] font qu’Elbeuf n'obtient pour la première fois un député qu'en 1824. Sous la Monarchie de Juillet, après deux échecs aux élections législatives de 1834 et 1837, Victor Grandin est élu le 2 mars 1839. Son programme a pour but « non seulement le maintien de l'ordre, la conservation du trône et des libertés mais encore la protection due à l'industrie, le plus fidèle appui du régime »[réf. nécessaire]. Pendant la campagne électorale de 1842, mis en cause par son concurrent Louis Paul Sevaistre qui le somme de dire clairement s'il est, oui ou non, un candidat de l'opposition, il répond qu'il a toujours allié à l'amour de l'ordre l'indépendance la plus complète ; si je veux le pouvoir fort et respecté, je veux avant tout qu'il soit digne...[précision nécessaire]. En 1843 il est réélu confortablement (63 % des suffrages exprimés), puis quasi-unanimement le 2 août 1846 avec 96% des voix, Sevaistre n'étant cette fois pas candidat. En désaccord sur plusieurs points avec la politique gouvernementale, il se place alors plus nettement dans l’opposition constitutionnelle.
Le Comité central de défense du travail national, constitué en 1847 à Paris, le compte parmi ses membres[réf. nécessaire]. Après la Révolution de février 1848, c'est grâce à son lobbying[réf. nécessaire] auprès du général Subervie « afin d'assurer du travail pour un temps à de nombreux ouvriers »[réf. nécessaire] que le 25 avril 1848 le gouvernement provisoire passera commande de fourniture de draps militaires : pour Elbeuf 28 000 m, Louviers 8 000 m, Sedan 6 000 m.
En avril 1848, il retrouve un siège à l'Assemblée nationale constituante de la Seconde République, grâce au scrutin de liste et au découpage des circonscriptions qui noient les villes dans la campagne[réf. nécessaire].

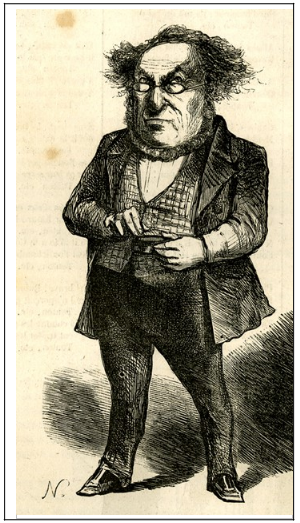
Caricature de Grandin par Nadar, La Revue comique, 1849.

Il a eu pour secrétaire Félix Tournachon (1820-1910), qui devient célèbre sous le nom de Nadar. La caricature de Grandin que réalise celui-ci et les quelques lignes qui l’accompagnent révèlent une connaissance approfondie du député d'Elbeuf.[réf. nécessaire]

## Principales interventions à l’Assemblée
- À propos des lignes de chemin de fer et de la corruption

Au début de ses mandats, c'est contre la corruption qu'il rompt ses premières lances dès le 3 juillet 1839, dénonçant les faux devis des Ponts et Chaussées. « Si c'est par erreur, l'habitude de l'erreur c'est l'incapacité ; si c'est par système c'est de la trahison aux intérêts du Pays. Ainsi donc coupable ou incapable, que l'Administration des Ponts et Chaussées choisisse ! ». Ce n'est qu'un aperçu de sa rudesse de langage[réf. nécessaire]. Un journal parisien évoquera ses "colères apoplectiques". À partir d’exemples concrets il démonte le mécanisme des procédés employés pour favoriser les Compagnies, les lois faites sur mesure pour les spéculateurs. « Le culte du veau d’or de notre époque, ce sont les chemins de fer ! » Sur le sujet, il veut limiter l'intervention de l'État à 1/5 de la dépense ou demande l’extension et l’exploitation des chemins de fer par l'État.[réf. nécessaire]
En 1844, il obtient l'invalidation[précision nécessaire] de Charles Laffitte (neveu de l'ancien Président du Conseil) qui avait promis à ses électeurs de Louviers de faire exécuter à ses frais l'embranchement de Louviers à la ligne de Paris. Laffitte ayant obtenu l'appui embarrassé[réf. nécessaire] de Guizot est réélu 4 fois, mais à chaque fois Grandin obtiendra son invalidation au nom de la morale, jusqu'à ce que Laffitte renonce à sa promesse et soit réélu une 5e fois. Il se déclare lui-même au-dessus de tout soupçon : « Je n'ai jamais eu aucune action de chemin de fer et je n'en aurai jamais ».
Ses interventions ne se limitent pas aux intérêts de sa circonscription. Il parle sur le projet de chemin de fer de Lille à Dunkerque, sur celui de Paris à la mer, de Paris à Versailles, etc. Par ailleurs, il intervient en faveur de l'amélioration de la navigation fluviale en promouvant le système du touage.[réf. nécessaire]
- Dénonciation du milieu parlementaire

En 1844, il déclare qu’au milieu du gouvernement il existe un autre gouvernement qui combat pour lui-même, qui est plus fort que le gouvernement lui-même[réf. nécessaire]. Cela le mène à dénoncer les tares de la Monarchie de Juillet : corruption, affaires de Bourse, servilité des députés-fonctionnaires, etc. Il ne faut pas que ceux qui font les lois puissent être accusés de les faire à leur profit, ni que des hommes au pouvoir ou placés près d'eux, soient soupçonnés de satisfaire leur ambition ou leur cupidité par de honteux trafics.[réf. nécessaire] En juillet 1844, il s’exclame : « Ce système aura son 89 ; Dieu veuille qu’il n'ait pas son 93 ! »
Grandin fait imprimer ses discours pour qu'ils soient lus au-delà même de ses électeurs. Défenseur opiniâtre de la bourgeoisie industrielle, il est à la pointe de l'opposition à l'hégémonie de l'aristocratie financière. Cela explique son évolution qui le conduit à devenir un des opposants les plus résolus au gouvernement de Guizot. Dans ce combat le député ne recueillera les approbations que de la gauche de l’Assemblée.[réf. nécessaire]
- La lutte contre le libre-échange

À la Chambre, il ne s’engage pas dans les combinaisons politiques[réf. nécessaire]. Ses interventions ont pour but de protéger l'industrie elbeuvienne, en luttant contre le libre-échange. C'est un long combat, qu'avaient commencé les fabricants d'Elbeuf sous l'Ancien Régime dès le traité de commerce franco-anglais de 1786[réf. nécessaire]. Ses arguments principaux sont la défense de l'intérêt national, les risques de fermeture des ateliers, de misère ouvrière[réf. nécessaire]. Sur un ton de tribun[réf. nécessaire], il s'écrie : « Croyez-vous qu'il ne soit pas cruel pour le fabricant, de refuser du travail à ses ouvriers, lorsqu'il n'en a pas ? Nous avons autant de générosité dans le cœur que vous. Nous aussi nous avons des entrailles...  ». En 1842 encore, il écrit à Mathieu Bourdon : « Contre l'introduction des draps belges, il faut prendre contact avec les autres villes drapières, coordonner les protestations, constituer un comité de défense, ouvrir une souscription, faire signer une adresse au roi par tous les Elbeuviens, fabricants ou non... ».
En dehors de ses discours à la Chambre, Grandin essaie de regrouper d'autres partenaires[réf. nécessaire]. En février 1847, il déclare avec audace[réf. nécessaire], que ce sont en définitive les Comités agricoles, les Chambres consultatives des arts et manufactures, les Chambres de commerce, les trois conseils généraux (nationaux) de l'agriculture, des manufactures, du commerce qui représentent réellement les intérêts de la société[réf. nécessaire]. Pour lui, ces institutions suffiraient à représenter la société tout entière. Il estime qu’avec l'élection des « députés-fonctionnaires » la Chambre, issue de combinaisons artificielles et entachée de corruption, est devenue un écran entre le pays et le gouvernement. Il met en cause la représentation parlementaire.[réf. nécessaire]
Lui, qui a été décoré de la Légion d'Honneur par Louis-Philippe, vote, situation paradoxale[réf. nécessaire], comme l’opposition républicaine. Il reproche au roi et à ses ministres, de méconnaître ou d'être indifférents aux difficultés économiques des fabricants.[réf. nécessaire] Il décline cependant la proposition[réf. nécessaire] que Jules Senard, député de Rouen, lui fait en novembre 1847 de participer à un banquet qui regrouperait des opposants à la politique de Guizot. Il craint sans doute qu'un nouvel abaissement du cens ou que la nécessité de légiférer sur la question sociale soient abordés dans les discours habituels à ce genre d'évènement.[réf. nécessaire]
- La question sociale

Pour Victor Grandin, les rapports entre ouvrier et patron procèdent d’un contrat librement consenti entre deux individus : travail contre salaire. Le Code civil, le Code pénal ont tout dit là-dessus : il serait dangereux de les remettre en cause par une législation nouvelle. Le Conseil de Prud'hommes suffit à régler les différends. Il estime que l’État n’a pas à intervenir dans une affaire privée. Cette position de principe explique le combat qu’il mènera pied à pied tout au long de la discussion de la loi de 1841 sur le travail des enfants.[réf. nécessaire]
Il reconnaît les longues journées de travail (12, 14 et 16 heures) et que pour suivre le rythme des machines l’usage de l'eau-de-vie est devenu une sorte de besoin[réf. nécessaire]. Il a lui-même été un des pionniers du travail par équipes : un autre établissement ayant été incendié, il a embauché les ouvriers en chômage pour travailler 9 heures de nuit payées 13 h 1/2. (août 1838).
Tout en constatant la débilité[réf. nécessaire] des conscrits à Elbeuf (2 sur 3 sont réformés en 1842), il avance d'autres raisons[réf. nécessaire] : les mauvaises conditions de logement, les maladies « qui ne tiennent pas au travail, mais à l'humidité du sol », l'arrivée en ville de villageois[réf. nécessaire] : « tout ce qui ne peut pas supporter le travail des champs […] tout cela vient se réfugier dans les ateliers ». Par le biais de nombreux amendements, il tente d’atténuer les obligations sur l’âge, la durée du travail[réf. nécessaire]. La loi sera votée le 22 mars 1841, mais les inspections peu sévères et peu fréquentes la rendent inopérante[réf. nécessaire].
En dépit de ses déclarations précédentes sur le sort des ouvriers menacés par le libre-échange, le député s'attache à dénoncer avec persévérance les réformistes sociaux tels certains philanthropes (catholiques ou saint-simoniens)[réf. nécessaire]. Il conteste l'enquête[réf. nécessaire] du docteur Villermé à Elbeuf, dénonce[réf. nécessaire] les « meetings présidés par des pairs de France, où les ouvriers sont appelés et admis, où l'on tient des discours propres à jeter le trouble dans les ateliers, à provoquer l'indiscipline, et à exciter les travailleurs au mépris, et à la haine de ceux qui les emploient. »
Il se prononce (janvier 1844) contre l’intervention de la puissance publique. Pour lui, la liberté des entreprises dans leur fonctionnement, dans leur commerce ne saurait être mise en cause. Point besoin de législation sur le travail. La protection douanière, les commandes de l'État suffiront à assurer la paix sociale.[réf. nécessaire]

## Attitude sous la Deuxième République
Victor Grandin, qui n’a jamais remis en cause les principes de la représentation politique, ni le suffrage censitaire, se soumet – de mauvais gré – au suffrage universel et devient un « Républicain du lendemain »[réf. nécessaire]. Il insère ces phrases dans sa déclaration électorale : « […] tout m'a démontré que mes appréhensions n'étaient pas fondées […] j'ai arboré la bannière républicaine où sont inscrits ces trois mots : Liberté, Egalité, Fraternité. Ce symbole est le mien ; les grands principes qu'il consacre seraient mon unique règle de conduite dans la nouvelle Assemblée constituante. Là le sort des travailleurs serait l'objet de ma sollicitude la plus ardente […] J'ai vu de près leurs souffrances […] Les intérêts du peuple sont les miens, sont ceux de ma famille ; mon concours appartient au peuple.Vive la République !  »
L'élection au scrutin de liste départemental lui permet de siéger à l'Assemblée Constituante, bien qu’à Elbeuf, il n'arrive qu'en 13e position sur 16 sièges à pourvoir. Le vote des électeurs ruraux du département est déterminant. Les candidats ouvriers sont battus. Les ouvriers de Rouen et d’Elbeuf contestent les résultats, dressent des barricades, ce qui provoque l'intervention de la troupe.[réf. nécessaire] Les émeutiers elbeuviens crient « A bas Grandin ! Grandin à la réforme ! Brûlons le beau Grandin ! (...) Nous voulons la démission de Victor Grandin.(...) C'est un scélérat. ». Sa maison est envahie, sa femme obligée de fuir.
Durant cette législature il vota :
- contre le bannissement de la famille d'Orléans
- pour le décret sur les clubs
- pour les poursuites contre Louis Blanc et Caussidière
- contre l’abolition de la peine de mort
- contre l’impôt progressif
- contre l’incompatibilité des fonctions,
- contre la sanction de la Constitution par le peuple,
- pour l'ensemble de la constitution,
- pour la proposition Rateau,
- pour l’expédition de Rome.

À l’Assemblée, il s'oppose aussi le 30 mai 1848 à une proposition de Michel Alcan, député de Louviers, ayant résidé quelques années à Elbeuf, qui proposait des mesures en faveur des associations et des sociétés de secours entre travailleurs. Selon Grandin, c’est une tromperie, que de faire croire aux ouvriers qu’à la suite d'un bouleversement infaillible, ils obtiendront « une position meilleure que celle qui leur est échue par la loi de nature ou la force des choses. »[réf. nécessaire]
Lorsqu’Alexandre Poussin le met en garde en juin et juillet 1848 sur les conséquences de l'abrogation éventuelle du décret de mars fixant la limite des heures de travail à 11 heures, il n’en tient pas compte[réf. nécessaire]. À juste titre[réf. nécessaire], Mathieu Bourdon (auteur de sa notice biographique) estime que, dans ses travaux à la Constituante puis à la Législative « on voyait prendre chez lui et percer insensiblement l'esprit réactionnaire dont les inspirations étaient si nécessaires à la société...  » La tonalité de son discours devient de plus en plus agressive. Auguste Lireux, un journaliste, le décrit sous l'aspect d’un orateur « gracieux comme un clou... presque sauvage... farouche, bourru ».[réf. nécessaire] En mars 1849, lors de la discussion sur les clubs, il dénonce « les mauvaises doctrines que l'on y répand... l'insurrection et le pillage... Quel est le devoir du ministère ? C'est de défendre la société... S'il croit devoir rester immobile devant les menaces, je dis qu'il perd la société, je dis qu'il ne fait pas son devoir... ». En mai, il dénonce un article de Proudhon déclarant dans le journal Le Peuple que « par l’organisation du travail cessera l'exploitation de l’homme par l’homme ». Ces propos, dit-il, « échauffent les têtes et préparent les émeutes et alors, il faut être constamment sur ses gardes ».
Réélu aux législatives de mai 1849, il prononce un discours qu'il fera éditer sous le titre Sur les rapports des patrons et des ouvriers. Il y décrit la précarité de la situation du patron, obligé pour ne pas être devancé par ses concurrents du dedans et du dehors, d’investir tous les ans ses bénéfices pour moderniser son outillage ou construire de nouveaux ateliers[réf. nécessaire].
Après les émeutes d'avril 1848 à Rouen et à Elbeuf et la répression qui suit, c’est à Paris en juin que se confirment les affrontements sociaux et politiques de la lutte des classes.[réf. nécessaire] Victor Grandin s’oppose là encore, à toute initiative de l’État, et propose une solution[réf. nécessaire] : « Que l'ouvrier se mette à son compte et devienne patron ! C’est la solution pour qu'un ouvrier actif et intelligent arrive non pas seulement à l'aisance mais à la fortune ». Proposition paradoxale et en contradiction avec ses propos précédents s’apitoyant sur le sort d'un patron du textile, oubliant qu'il est un héritier, et gendre d’un millionnaire[réf. nécessaire].
Traité de criminel dans une affiche, il exige des poursuites, ce qu’il obtiendra. Il mène une lutte impitoyable contre le socialisme, contre les clubs et enfin contre la République elle-même. Dans les mois agités de la Deuxième République, il sait mesurer les conséquences de chaque circonstance pour le libéralisme économique qu’il préconise.[réf. nécessaire]
Ses interventions à la Chambre contre Pierre Leroux ou Proudhon amènent Karl Marx à le dépeindre comme « l’instrument le plus fanatique de la réaction bourgeoise »[réf. nécessaire].
Son opposition aux républicains sociaux et à la Chambre le conduisent à souhaiter l’émergence d’un pouvoir fort qui briderait les libertés politiques.[réf. nécessaire] Le 25 octobre 1848, il apporte son soutien à Louis-Napoléon Bonaparte qui avait écrit au ministre de l’Intérieur pour l'informer que « des insensés travaillant dans l'ombre, préparaient une émeute »[réf. nécessaire] ». La déclaration de Grandin fait à tel point sensation[réf. nécessaire] qu’un député s'écrie : « C’est une réclame Bonaparte ! »[réf. nécessaire]. Élu président de la République en décembre pour quatre ans, le prince-président, venant de Rouen, s’arrête à Elbeuf le 14 août 1849 ; il visite la manufacture de Victor Grandin, passant sous un arc-de-triomphe surmonté de faisceaux tricolores au centre de l’immense salle des métiers à tisser. Un ouvrier prononce un discours que les mauvaises langues diront avoir été écrit par leur patron[réf. nécessaire] : « ... Au 10 décembre 1848, nos ateliers étaient déserts, depuis, avec l’ordre et la confiance, l’activité de l’industrie qui nous fait vivre est revenue... Comptez dans l'avenir sur nos bras et sur nos cœurs... » Le journaliste du Moniteur Universel écrit le 15 août : « Il faudrait que les meneurs du socialisme, que les inventeurs des théories creuses et subversives qui ne tendent qu'à exploiter, à asservir l'ouvrier, eussent assister à cette communication du chef du gouvernement avec le chef des ouvriers véritables, laborieux (...) Les manifestations toutes spontanées des ouvriers d'Elbeuf nous confirment qu'ils ne sont point des instruments de désordre et d'anarchie ».
Victor Grandin meurt brutalement du choléra à Paris le 25 août 1849, douze jours après ce triomphe. La Ville d’Elbeuf prit le deuil durant cinq jours à partir du 28 août, avec invitation aux citoyens de s’unir aux intentions du Conseil municipal. L'inhumation se fit avec le concours de toute la population ; de nombreux magasins et ateliers furent fermés.[réf. nécessaire]
L'inventaire après décès de ses biens occupa le notaire d’Elbeuf 37 jours, pendant 154 heures[réf. nécessaire]. Le 15 décembre 1849 la récapitulation des « déclarations actives » s'élève à 514 000 francs. Sa veuve mourut à son domicile dans un tragique incendie domestique[réf. nécessaire], le 4 avril 1850 ; elle avait 40 ans. Le 4 septembre 1851, le feu détruisit la manufacture Grandin, qui employait encore à cette date 1 200 ouvriers. Reconstruit, l’établissement fut exploité par Jules May et Delrez, travaillant désormais à façon, pour d’autres établissements.
Un monument est érigé en sa mémoire à Elbeuf en 1852, déplacé en 1880 dans le jardin du nouvel hôtel de ville. Il n’en subsiste que les socles, le buste en bronze ayant été pris en 1942 par les Allemands pour être fondu.[réf. nécessaire] Une rue d’Elbeuf porte son nom.

## Sources
- Alain Becchia, La draperie d’Elbeuf (des origines à 1870), Rouen, Publications de l'Université de Rouen, 2000.
- Adolphe Blanqui, Des classes ouvrières en France pendant l'année 1848, Paris, Pagnerre et Paulin libraires, 1849, p. 27 et 67-69.
- Mathieu Bourdon, « Notice biographique sur M. Victor Grandin », Annuaire des cinq départements de la Normandie, Caen, Hardel, 1858, 31 p.
- Jean Bron, Histoire du mouvement ouvrier français, Editions Ouvrières, 1968.
- Francis Concato et Pierre Largesse, « Évolution d’un paysage textile : le quartier du Puchot à Elbeuf (1770-1870) », Actes de la Seconde Rencontre internationale d’histoire textile, Tourcoing, 1984.
- Francis Concato et Pierre Largesse, Éléments pour une histoire de la Chambre consultative des Arts et Manufactures d’Elbeuf (1801-1861), Elbeuf, C.C.I. d’Elbeuf, 1991, 231 p.
- Pierre Largesse, « Victor Grandin (1794-1849), un manufacturier-député d’Elbeuf. Biographie, actes et paroles », Bulletin de la Société libre d’émulation de la Seine-Maritime, 1987, p. 1-14.
- Pierre Largesse, « Modalités du mouvement ouvrier dans un centre textile, Elbeuf 1846-1852 », L’homme et l’industrie en Normandie, Actes du XXIIe Congrès des Sociétés historiques et archéologiques de Normandie (L’Aigle, 1988), Alençon, Société historique et archéologique de l'Orne, 1990, p. 263-273.
- Pierre Largesse, « Les luttes des drapiers elbeuviens contre le libre-échange », Bulletin de la Société de l’histoire d’Elbeuf, no 11, novembre 1988, p. 29-49.
- Pierre Largesse, « Étude de l’idéologie de Victor Grandin, manufacturier d’Elbeuf (1794-1849) », Bulletin de la Société libre d’émulation de la Seine-Maritime, 1992, p. 11-21.
- Pierre Largesse, « Législation du travail et rapports sociaux : l’exemple d’Elbeuf », Actes du Séminaire spécialisé de l’Institut d’histoire de l’Université de Rouen, Yannick Marec et Michel Pigenet (dir.), 1996.
- Pierre Largesse, « L’évolution du droit du travail et des luttes sociales, à travers l’exemple d’Elbeuf », Actes du Colloque sur le droit du travail, organisé par l’Institut CGT d’histoire sociale, Paris, octobre 2002.
- Pierre Largesse, « Les précurseurs d’une République sociale à Elbeuf », Bulletin de la Société libre d’émulation de la Seine-Maritime, 2008-2009, p. 53-71.
- Pierre Largesse, « Les affrontements sociaux à Elbeuf, à Rouen et dans son agglomération de la fin de la Révolution à 1847 », Le Fil Rouge, Revue départementale de l’Institut CGT d’histoire sociale, automne 2010, no 38, p. 4 à 19.
- Pierre Largesse, « La Deuxième République (1848) et les émeutes d’avril à Elbeuf », Bulletin de la Société de l’histoire d’Elbeuf, no 55, juin 2011, p. 30-50.
- Pierre Largesse, « Les émeutes d’avril 1848 à Rouen et à Elbeuf pour une République sociale et les affrontements sociaux en Seine-Inférieure », Le Fil rouge, Revue départementale de l’Institut CGT d’histoire sociale, printemps-été 2011, no 42, p. 4 à 56.
- Auguste Lireux, L'Assemblée nationale comique, Paris, Michel Lévy éditeur, 1850, p. 193, 274 et 564.
- Karl Marx, Les luttes de classe en France 1848-1850, Éditions Gallimard, Bibliothèque de la Pléiade, 1994, p. 238.
- Adolphe Robert et Gaston Cougny, « Victor Grandin », Dictionnaire des parlementaires français, Paris, Edgar Bourloton, 1889-1891.
- Tournachon (Félix) [dit], Paris, La Revue comique, Hetzel éditeur, 1849.
- Henri Saint-Denis, Histoire d'Elbeuf, Elbeuf, Imprimerie H. Saint-Denis, 12 volumes, 1894-1905, tomes VIII, IX et X.
- Éric Saunier, « Les Francs-Maçons elbeuviens de 1805 à 1930 », Bulletin de la Société de l'histoire d'Elbeuf, no 16, décembre 1991, p. 25-30.
- Éric Saunier, « Une loge maçonnique à Elbeuf (1810-1833) », Bulletin de la Société de l'histoire d'Elbeuf, no 22, décembre 1994, p. 47-52.
- Louis-René Villermé, Tableau de l'état physique et moral des ouvriers employés dans les manufactures de coton, de laine et de soie, Paris, E.D.I. p. 191-195.
- « Victor Grandin », dans Adolphe Robert et Gaston Cougny, Dictionnaire des parlementaires français, Edgar Bourloton, 1889-1891 [détail de l’édition]